# Big Water
Big Water – miasto w Stanach Zjednoczonych, w stanie Utah, w hrabstwie Kane.